# Sophie Menter

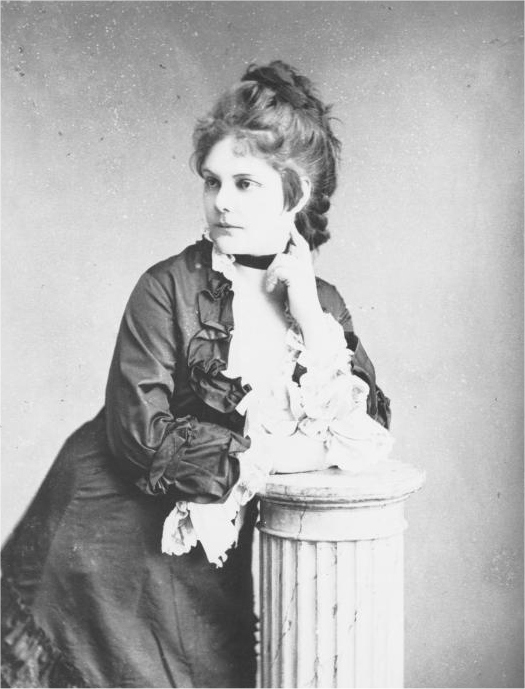
Sophie Menter.

Sophie Menter, född den 29 juli 1846 i München, död den 23 februari 1918 i Stockdorf vid München, var en tysk pianist. Hon var dotter till cellisten Joseph Menter.  
Sophie Menter studerade för Carl Tausig, Hans von Bülow den yngre och Franz Liszt. Hon gav sina första konserter i 14-årsåldern och utsågs 1868 av fursten av Hohenzollern-Hechingen till hovpianist. I Wien fick hon från 1870 rykte om sig att vara en av samtidens främsta pianovirtuoser. Hennes spel beskrevs bland annat som effektfyllt och kraftigt. 
Sophie Menter gifte sig 1872 med cellisten David Popper, men de skilde sig 1886. Åren 1883-1887 var hon professor vid konservatoriet i Sankt Petersburg. Hon utnämndes till hedersprofessor vid konservatoriet i Prag, hedersmedlem av filharmoniska sällskapet i London, kejserlig österrikisk kammarvirtuos med mera. 
Sophie Menter gjorde flera turnéer i Europa och Amerika samt besökte Skandinavien 1882, 1885 och 1892. Hon var bosatt på sitt slott Itter i Tyrolen och var även lärare i Berlin.